# Peter Høeg
Peter Høeg (født 17. maj 1957 i København) er dansk forfatter og blev verdensberømt med romanen Frøken Smillas fornemmelse for sne (1992).

## Liv og forfatterskab
Høeg er opvokset i København, og læste litteraturvidenskab på Københavns Universitet under litteraturforskeren, komponisten og forfatteren Peter Brask. Han blev i 1984 færdiguddannet som mag. art. i litteraturvidenskab. Efter en omflakkende periode som bl.a. globetrotter, idrætslærer og danser debuterede Høeg i 1988 med Forestilling om det tyvende århundrede på Rosinante forlag. Romanen, som er en stærkt fabulerende slægtskrønike, bærer tydelige spor af sydamerikansk magisk realisme og tiltrak sig relativt stor opmærksomhed allerede ved sin udgivelse. I 1990 udkom Fortællinger om natten, ni noveller med tematisk sammenhæng, og med denne udgivelse blev Høeg snart omtalt som et forfattertalent med internationalt potentiale. Det endelige gennembrud lod ikke vente længe på sig.
I 1992 kom kriminalromanen Frøken Smillas fornemmelse for sne, et portræt af den dansk-grønlandske glaciolog Smilla. Romanen cementerer Høegs foretrukne temaer og understreger forfatterskabets sympatier for det kvindelige princip, for barnet og de marginaliserede, ligesom den byder på en god del kritik af den vestlige civilisations imperialisme og videnskabens magtmisbrug.
Høeg rostes til skyerne for sin store fortælleevne, sin sproglige formåen og solgte nu uhørt mange bøger i forhold til danske standarder, men navnlig med udgivelsen af De måske egnede (1993) begyndte kritikken at dukke op. Anmeldere anklagede Høegs forfatterskab for politisk korrekthed, forudsigelig civilisationskritik og letkøbt frelsthed. Med beslægtet civilisationskritisk tematik kunne romanen Kvinden og aben (1996) alt andet end rette op på dette, ligesom stiftelsen af fonden Lolwe til støtte af kvinder og børn i Den Tredje Verden ikke just fik kritikken til at forstumme. Efter Kvinden og aben lod forfatteren ikke yderligere høre fra sig på nær et enkelt, personligt digt betitlet "Første og sidste kapitel" i antologien Trykt - og godt (1998) til Høegs forlægger og nære ven, Merete Ries. I stedet trak Høeg sig helt tilbage fra offentlighedens søgelys. I en årrække boede han ved Vækstcenteret i Nørre Snede, et spirituelt træningscenter med undervisning i meditativ praksis og selvudvikling.
Trods kritikken regnes hans forfatterskab dog stadig for væsentligt, og noget tyder på, at det møder fornyet interesse. Således udkom foråret 2005 forfatterskabsportrættet Abens poetik, en kronologisk litteraturvidenskabelig kritik af Høegs tekster. Selv udgav forfatteren efter ti års skønlitterær tavshed i maj 2006 romanen Den stille pige.
I 2010 udgav Peter Høeg romanen Elefantpassernes børn.
Nærfremtidsromanen Effekten af Susan (2014) trækker, med sin brug af en stærk kvinde med specielle evner som hovedfigur, linjer tilbage til 'Smilla'.

## Priser
Peter Høeg har modtaget mange litterære priser, heriblandt: Weekendavisens litteraturpris (1988), 
Kritikerprisen (1993) Herman Bangs Mindelegat (1993) og De Gyldne Laurbær (1994).

## Filmatisering
I 1997 filmatiserede Bille August Frøken Smillas fornemmelse for sne. Filmen blev en fiasko, både i anmeldelserne og bedømt ud fra salgstallene.